# Santa Cruz (miasto na Filipinach)
Santa Cruz – miasto na Filipinach w regionie CALABARZON, na wyspie Luzon, nad jeziorem Laguna de Bay.
W 2010 roku liczyło 110 943 mieszkańców.